# Jebtsundamba Khutukhtu

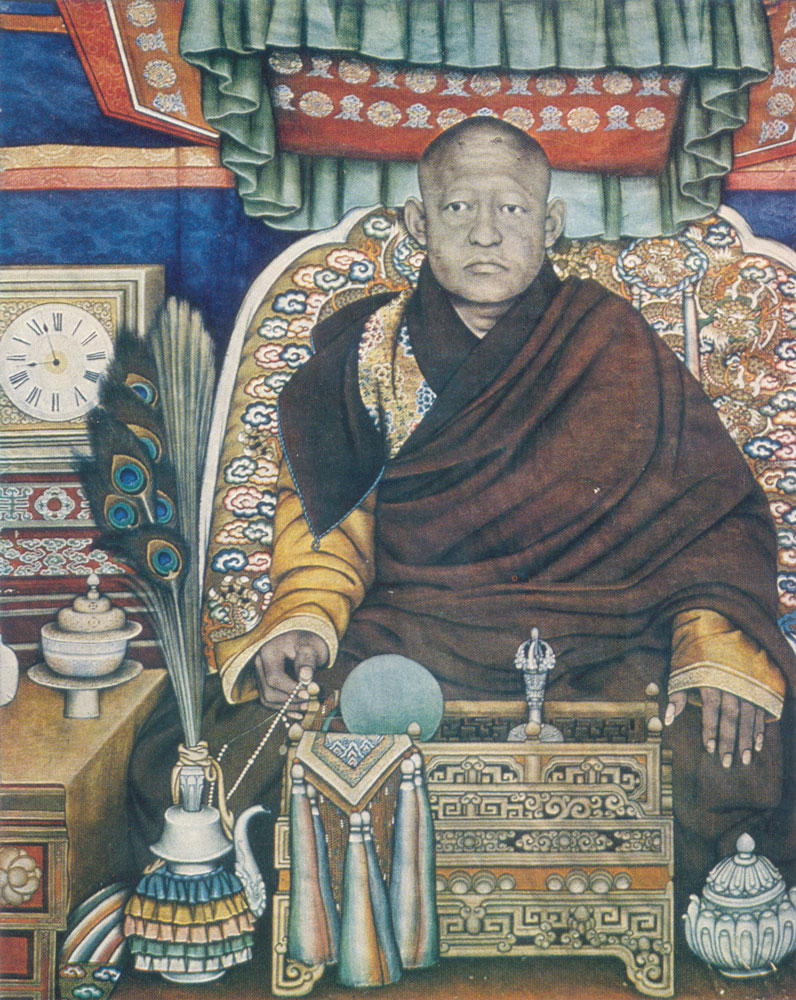
Der 8. Jebtsundamba Khutukhtu war gleichzeitig der Bogd Khan, Herrscher der Mongolen

Jebtsundamba Khutukhtu (mongol.: ᠵᠠᠪᠽᠠᠨᠳᠠᠮᠪᠠ ᠬᠤᠲᠤᠭᠲᠤ / Жавзандамба хутагт / Dschavdsandamba chutagt, Varianten: Jevsundamba Khutukhtu; Khalkha Jetsün Dampa) ist der Titel des höchsten Lama der Gelugpa im Buddhismus in der Mongolei. Er wird auch als Bogd Gegen (ᠪᠣᠭᠳᠠᠭᠡᠭᠡᠭᠡᠨ / Богд Гэгээн / Bogd Gegeen) bezeichnet. Der 1. Jebtsundamba Khutukhtu Dsanabadsar wurde vom 5. Dalai Lama Ngawang Lobsang Gyatsho als Trülku des Taranatha anerkannt.
| Tibetische Bezeichnung                              |
| --------------------------------------------------- |
| Tibetische Schrift: རྗེ་བཙུན་དམ་པ་ ཧོ་ཐོག་ཐུ              |
| Wylie-Transliteration: rje btsun dam pa ho thog thu |
| Chinesische Bezeichnung                             |
| Vereinfacht: 哲布尊丹巴呼图克图                     |
| Pinyin:Zhébùzūndānba Hūtúkètú                       |

## Liste der Jebtsundamba Khutukhtu
|    | Name (Liste tibetischer Namen und Titel)                       | Lebensdaten          | Umschrift nach Wylie                                         |
| -- | -------------------------------------------------------------- | -------------------- | ------------------------------------------------------------ |
| 1. | Lobsang Tenpe Gyeltshen, Dsanabadsar                           | 1635–1723            | blo bzang bstan pa'i rgyal mtshan, dznyA na ba dz ra         |
| 2. | Lobsang Tenpe Drönme                                           | 1724–1757            | blo bzang bstan pa'i sgron me                                |
| 3. | Yeshe Tenpe Nyima                                              | 1758–1773            | ye shes bstan pa'i nyi ma                                    |
| 4. | Lobsang Thubten Wangchug Jigme Gyatsho                         | 1775–1813            | blo bzang thub bstan dbang phyug 'jigs med rgya mtsho        |
| 5. | Lobsang Tshülthrim Jigme Tenpe Gyeltshen                       | 1815–1841            | blo bzang tshul khrims 'jigs med bstan pa'i rgyal mtshan     |
| 6. | Lobsang Tenpe Gyeltshen                                        | 1842/1843–1848       | blo bzang bstan pa'i rgyal mtshan                            |
| 7. | Ngawang Chökyi Wangchug Thrinle Gyatsho                        | 1849/1850–1868       | ngag dbang chos kyi dbang phyug 'phrin las rgya mtsho        |
| 8. | Bogd Khan, eig.: Ngawang Lobsang Chökyi Nyima Tendzin Wangchug | 1870/1871 –1923/1924 | ngag dbang blo bzang chos kyi nyi ma bstan 'dzin dbang phyug |
| 9. | Jampel Namdröl Chökyi Gyeltshen                                | 1932 – 1. März 2012  | 'jam dpal rnam grol chos kyi rgyal mtshan                    |